# Leichtathletik-Weltmeisterschaften 2009/Teilnehmer (Ruanda)
| Gelbes Symbol für Goldmedaillen mit stilisierten Olympischen Ringen | Graues Symbol für Silbermedaillen mit stilisierten Olympischen Ringen | Braundes Symbol für Bronzemedaillen mit stilisierten Olympischen Ringen |
| ------------------------------------------------------------------- | --------------------------------------------------------------------- | ----------------------------------------------------------------------- |
| —                                                                   | —                                                                     | —                                                                       |

Der Leichtathletik-Verband Ruandas stellte neun Athleten bei den Leichtathletik-Weltmeisterschaften 2009 in Berlin.

## Ergebnisse

### Männer

#### Laufdisziplinen
| Athlet         | Disziplin | Vorlauf | Vorlauf | Halbfinale | Halbfinale | Finale | Finale |
| Athlet         | Disziplin | Zeit    | Platz   | Zeit       | Platz      | Zeit   | Platz  |
| -------------- | --------- | ------- | ------- | ---------- | ---------- | ------ | ------ |
| Dieudonné Disi | Marathon  |         |         |            |            | DNF    | DNF    |

### Frauen

#### Laufdisziplinen
| Athletin              | Disziplin | Vorlauf | Vorlauf | Halbfinale | Halbfinale | Finale       | Finale |
| Athletin              | Disziplin | Zeit    | Platz   | Zeit       | Platz      | Zeit         | Platz  |
| --------------------- | --------- | ------- | ------- | ---------- | ---------- | ------------ | ------ |
| Épiphanie Nyirabaramé | Marathon  |         |         |            |            | 2:33:59 h NR | 25     |